# جوخه (فیلم ۲۰۱۵)
جوخه یا آنتیگانگ به (انگلیسی: The Squad یا Antigang) یک فیلم اکشن محصول فرانسه به کارگردانی بنجامین روچر در سال ۲۰۱۵ است.

## بازیگران
- ژان رنو
- کاترینا مورینو
- آلبن لونوار
- تیری نوویک
- سابرینا اوزانی
- فئودور آتکین